# 聯合地產

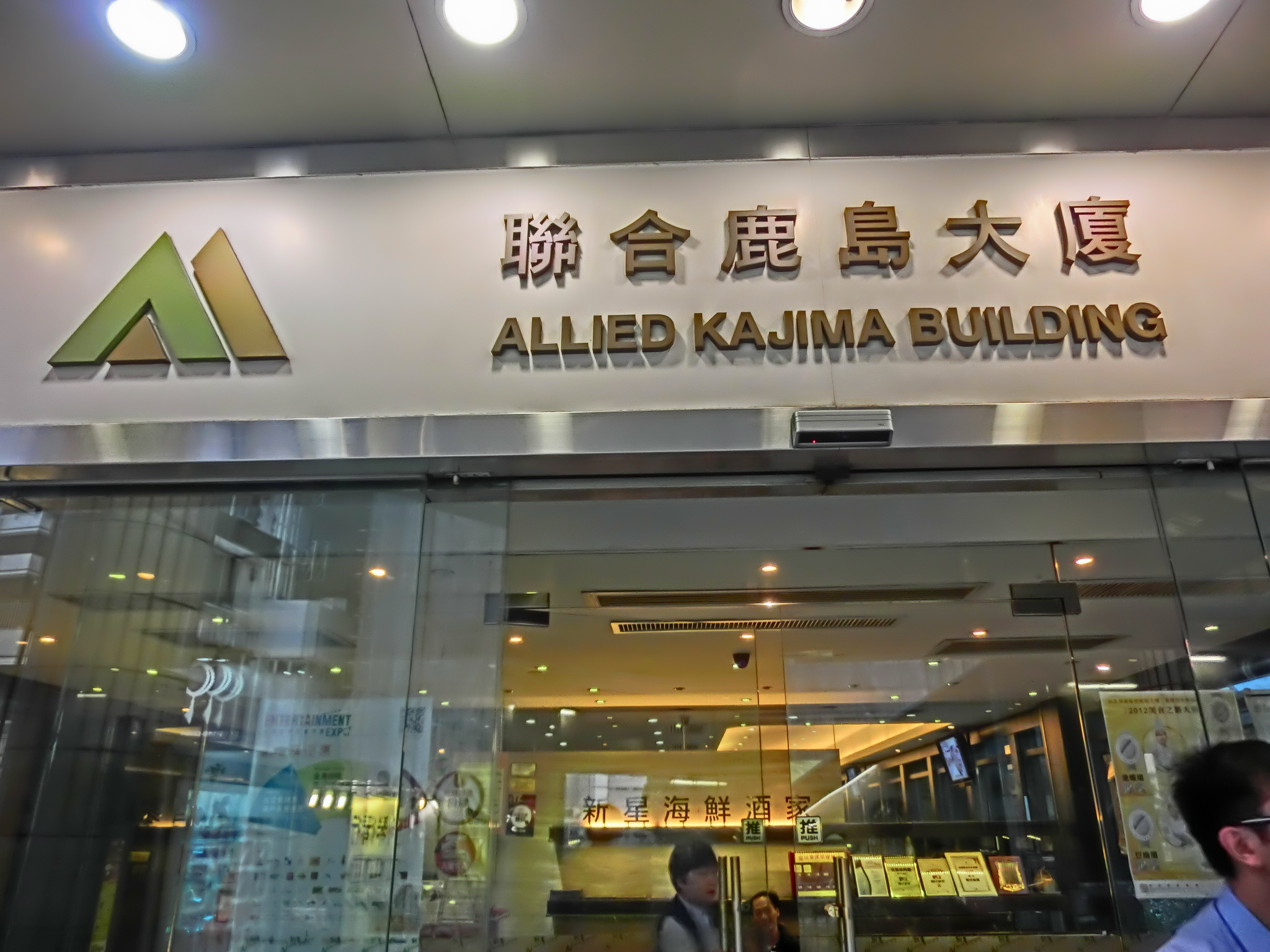
聯合地產總部位於灣仔聯合鹿島大廈22樓

聯合地產（香港）有限公司（英語：Allied Properties (H.K.) Limited，簡稱聯合地產（香港）或聯合地產，港交所除牌前股票代號：0056.HK），聯合集團旗下公司，由新昌地產有限公司於1987年1月12日更名而來。
現時業務地產投資、地產發展、酒店相關業務及金融服務。旗下天安中國、中國網路資本、聯合海外等旗下資產。主席為狄亞法。
2019年10月21日，聯合地產公布以總代價2.6億元，出售於香港提供護老服務、物業管理、清潔及護衛服務的公司予聯合集團，料錄收益約1億元。
2020年4月20日，聯合集團與聯合地產聯合公布，聯合集團建議以協議安排方式私有化聯合地產，每股作價1.92元，較停牌前收報溢價34.27%。其中，包括現金代價0.42元，及聯合地產以現金支付之計劃股息1.5元。上市地位最終於11月27日（星期五）上午9時正撤銷。 

## 相關物業
- 聯合貨運中心，荃灣德士古道150-164號
- 聯合鹿島大廈，灣仔告士打道138號
- 中國網絡中心，灣仔駱克道333號
- 皇后大道中九號22樓
- 世紀閣，灣仔謝斐道239號
- 安蘭閣，油麻地東安街38號
- 雅柏苑，大潭水塘道7號
- 紅山半島，大潭白筆山道18號
- 地利根德閣第三座
- 聖佐治大廈，窩打老道81號
- 香港宜必思世紀軒，北角渣華道138號
- 香港諾富特世紀酒店，灣仔謝菲道238號

## 外部連結
- AlliedProperties.com.hk （页面存档备份，存于）
- 公司投資物業 （页面存档备份，存于）